# Přítluky
Přítluky település Csehországban, Břeclavi járásban. Přítluky Bulhary, Lednice, Rakvice, Zaječí, Šakvice, Pavlov és Milovice településekkel határos. Lakosainak száma 783 fő (2024. január 1.).

## Népesség
A település lakosságának változását az alábbi diagram mutatja:
| Lakosok száma | 1074 | 1101 | 1084 | 888  | 901  | 775  | 807  | 813  | 756  | 783  |
|               | 1869 | 1890 | 1921 | 1950 | 1980 | 2001 | 2017 | 2019 | 2022 | 2024 |